# Amédée Maulet
Amédée Maulet est un graveur français d'origine suisse, également peintre, aquarelliste, dessinateur et lithographe, né en 1810 et mort à Paris le 4 octobre 1834.

## Biographie

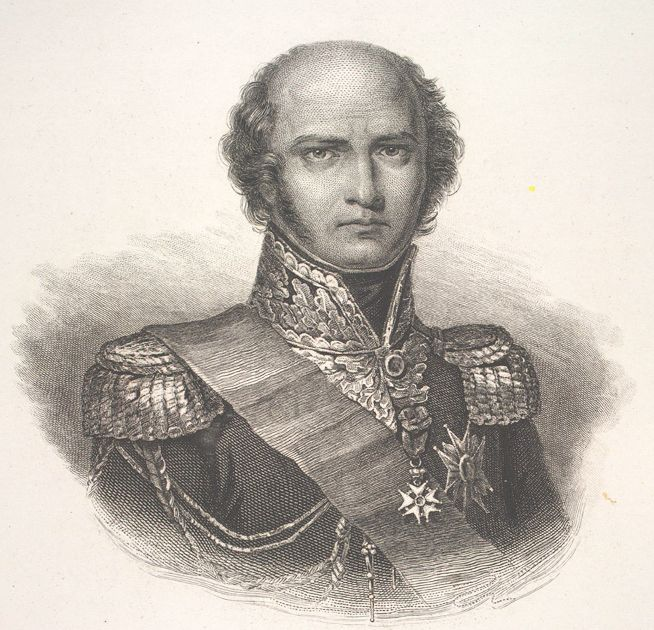
Portrait de Louis Nicolas Davout, collection « Napoléon », Montréal, université McGill.

L'unique participation d'Amédée Maulet au Salon date de 1834 avec des portraits.
Il pratique la gravure à l'eau-forte, au burin et au pointillé.

## Contributions bibliophiliques
- George Gordon Byron (traduction d'Amédée Pichot), Œuvres, six volumes contenant chacun un frontispice (portrait de Lord Byron pour le premier volume) gravé par Amédée Maulet d'après Tony et Alfred Johannot, Paris, Furme libraire-éditeur, 1830.

## Collections publiques
- Canada
  - Montréal, université McGill, collection « Napoléon », gravures de portraits :
    - Louis Nicolas Davout[3] ;
    - Jean Lannes, d'après François Gérard[4] ;
    - Antoine Charles Louis de Lasalle, d'après William Hopwood[5].

- France
  - Paris :

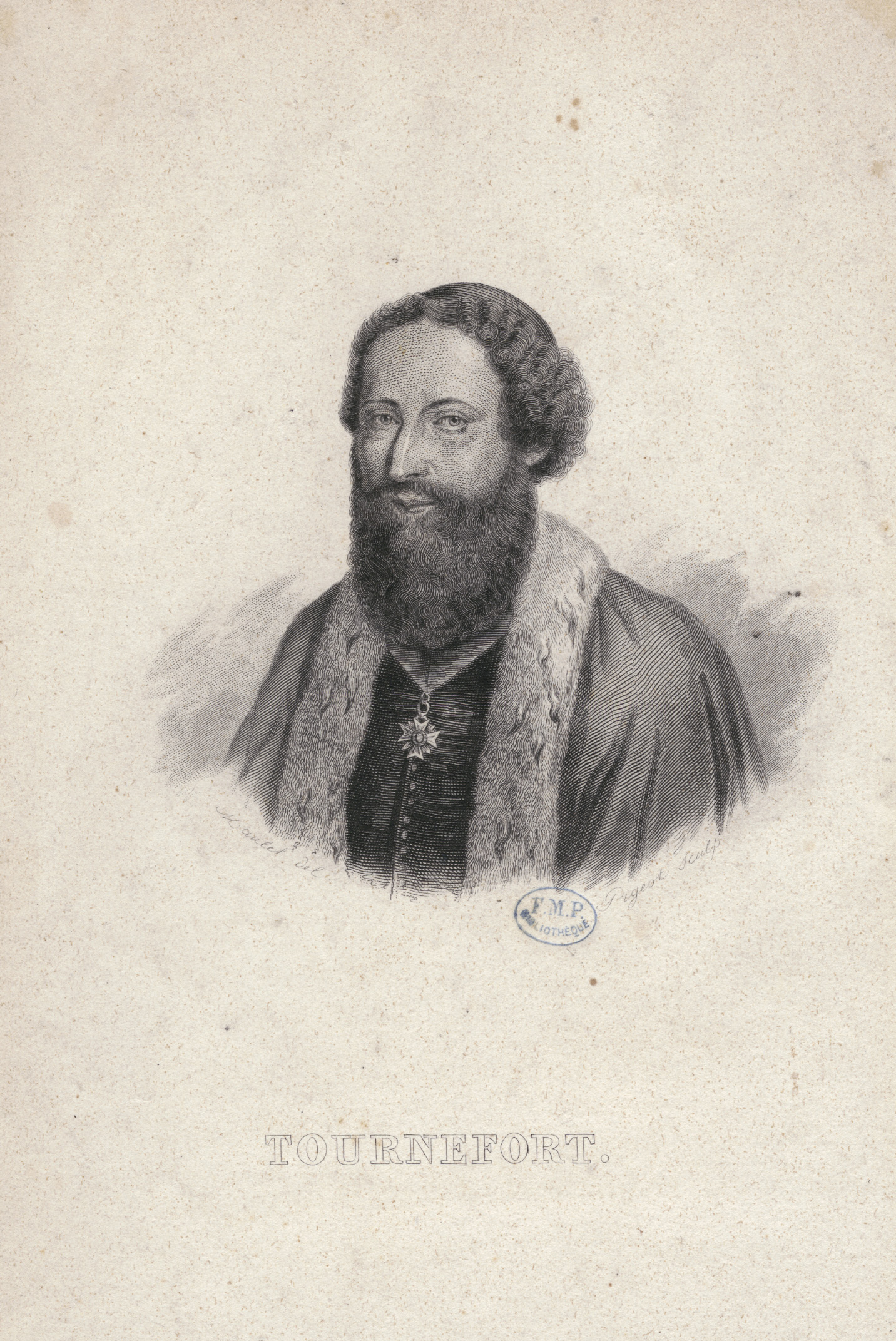
François Pigeot, Joseph Pitton de Tournefort, gravure d'après Amédée Maulet.

    - bibliothèque interuniversitaire de santé : Joseph Pitton de Tournefort, gravure de François Pigeot d'après le dessin d'Amédée Maulet.
    - département des estampes et de la photographie de la Bibliothèque nationale de France.
    - musée de l'Armée : Portrait de Louis-Nicolas Davout, estampe[6].
    - musée Carnavalet :
      - Histoire d'Écosse, eau-forte d'après Tony Johannot pour le livre éponyme de Walter Scott[7] ;
      - Don Juan, eau-forte co-gravée par Pierre-Louis Bouvier et Amédée Maulet d'après Tony Johannot[8] ;
      - Révolution française. Journée du 10 août 1792 : le peuple aux Tuileries, eau-forte d'après Ary Scheffer, ancienne collection Alfred de Liesville[9].

    - Muséum national d'histoire naturelle : Joseph Pitton de Tournefort, gravure de François Pigeot d'après un dessin d'Amédée Maulet[10].

  - Valenciennes, bibliothèque municipale : Portrait du général Lassalle, gravure au burin et au pontillé d'après William Hopwood[11].
  - Vendôme, musée de Vendôme : Antoine Charles Louis de Lasalle, gravure d'après William Hopwood[12].
- Royaume-Uni
  - Londres, British Museum : Jean Lannes, gravure d'après François Gérard.